# Aoteatilia larochei
Aoteatilia larochei är en snäckart som beskrevs av Powell 1940. Aoteatilia larochei ingår i släktet Aoteatilia och familjen Columbellidae. Inga underarter finns listade i Catalogue of Life.